# الأزرق الشمالي (الزرقاء)
الأزرق الشمالي منطقة سكنية تقع في لواء قصبة الزرقاء، محافظة الزرقاء في الأردن. تنتمي المنطقة لقضاء الأزرق الذي يضم 6 مناطق. يقدر عدد سكانها بـ 9887 نسمة حسب إحصاء 2015.

## الوصلات الخارجية
- دائرة الاحصاءات العامة